# 泰普卡維利維利
8°28′S 179°05′E / 8.467°S 179.083°E

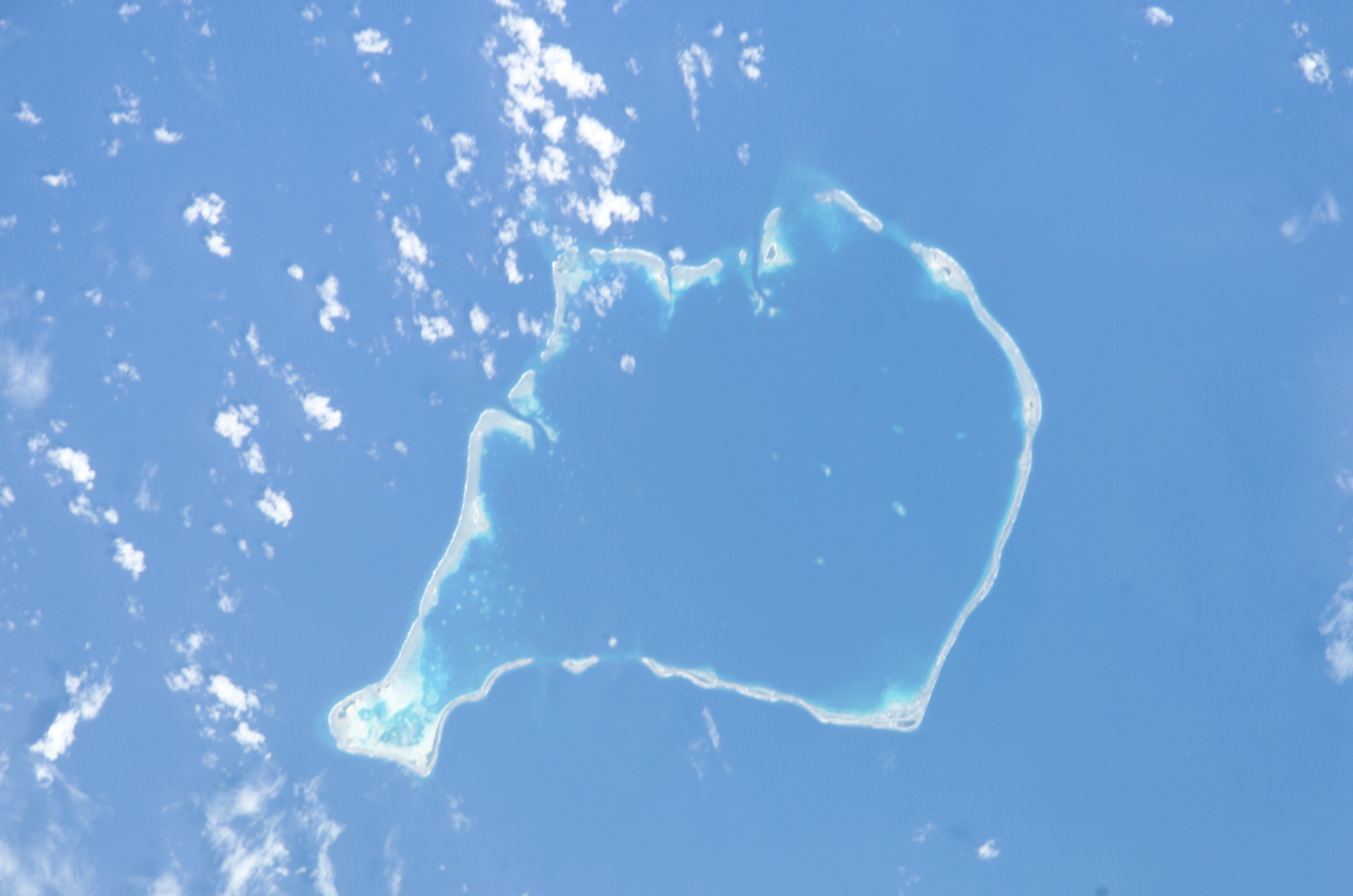
富納富提全圖

泰普卡维利维利（英語：Tepuka Vili Vili），或称泰普卡塞维利维利（Tepuka Sevili Vili），是一個位於吐瓦魯首都富納富提的一座珊瑚礁島嶼。